# Cleorodes cinerarea
Cleorodes cinerarea là một loài bướm đêm trong họ Geometridae.